# 9 de fevereiro
9 de fevereiro é o 40.º dia do ano no calendário gregoriano. Faltam 325 dias para acabar o ano (326 em anos bissextos).

## Eventos históricos

1959: R-7 Semyorka, o primeiro míssil balístico intercontinental

- 0474 — Início do reinado do imperador romano-oriental (bizantino) Zenão.
- 1003 — Restaurada a autoridade de Boleslau III da Boêmia (atual Chéquia) com o apoio armado de Boleslau I, o Bravo da Grande Polônia.
- 1098 — Um exército da Primeira Cruzada liderado por Boemundo de Taranto vence uma grande batalha contra o emir seljúcida Raduano de Aleppo durante o cerco de Antioquia.
- 1555 — O bispo de Gloucester, John Hooper, é queimado na fogueira.
- 1621 — Gregório XV torna-se Papa, o último Papa eleito por aclamação.
- 1654 — A captura do Forte Rocher ocorre durante a Guerra Anglo-Espanhola.
- 1775 — Guerra de Independência dos Estados Unidos: O Parlamento da Grã-Bretanha declara que a Província da Baía de Massachusetts está em rebelião.[1]
- 1788 — Monarquia de Habsburgo se alia ao Império Russo na Guerra Russo-Turca.
- 1822 — Haiti ataca a recém-criada República Dominicana do outro lado da ilha de Hispaniola.[2]
- 1849 — Proclamada a nova República Romana.
- 1861 — Guerra Civil Americana: Jefferson Davis é eleito presidente provisório dos Estados Confederados da América pelo Congresso Confederado Provisório em Montgomery, Alabama.
- 1893 — A última ópera de Verdi, Falstaff estreia no La Scala, Milão.
- 1895 — William G. Morgan cria o esporte chamado Mintonette, que logo passa a se chamar voleibol.
- 1900 — Criada a Copa Davis, um evento internacional de tênis masculino.
- 1904 — Guerra Russo-Japonesa: término da Batalha de Port Arthur.
- 1913 — Ocorre a Grande Procissão de Meteoros visível do Canadá até o sul do Brasil.
- 1914 — Toma posse em Portugal o 6.º governo republicano, chefiado pelo presidente do Ministério Bernardino Machado.
- 1920 — Nos termos do Tratado de Svalbard, a diplomacia internacional reconhece a soberania da Noruega sobre o arquipélago do Ártico, Svalbard, e designa-a como desmilitarizado.
- 1922 — Brasil se torna membro do tratado de direitos autorais da Convenção da União de Berna.
- 1929 — Membros do Việt Nam Quốc Dân Đảng assassinam o recrutador de mão de obra Alfred François Bazin, provocando uma repressão das autoridades coloniais francesas.[3]
- 1934 — Formada a Entente dos Balcãs, é formada entre Grécia, Romênia, Iugoslávia e Turquia.
- 1941 — Segunda Guerra Mundial: Bombardeio de Gênova: A Catedral de San Lorenzo, em Gênova, Itália, é atingida por uma bomba que não consegue detonar.
- 1943 — Segunda Guerra Mundial: autoridades aliadas declaram a segurança de Guadalcanal depois que o Império do Japão evacuou suas forças remanescentes da ilha, encerrando a Batalha de Guadalcanal.
- 1945 — Segunda Guerra Mundial: Batalha do Atlântico: o HMS Venturer afunda o U-864 na costa de Fedje, Noruega, em um raro caso de combate submarino a submarino.
- 1959 — R-7 Semyorka, o primeiro míssil balístico intercontinental, torna-se operacional em Plesetsk, União Soviética.
- 1964 — Primeira aparição da banda inglesa The Beatles ao vivo na televisão americana no programa do Ed Sullivan Show, transmissão que gerou aproximadamente 74 milhões de telespectadores, começando o fenômeno conhecido como Beatlemania.
- 1965 — Corpo de Fuzileiros Navais dos Estados Unidos envia um batalhão de mísseis MIM-23 Hawk ao Vietnã do Sul, as primeiras tropas americanas no país sem uma missão oficial de assessoria ou treinamento.
- 1971
  - Programa Apollo: Apollo 14 retorna à Terra depois do terceiro pouso humano na Lua.
  - O terremoto de 6,5-6,7 Mw atinge a Grande Los Angeles com uma intensidade máxima de XI, matando 64 e ferindo 2 000.[4]
- 1975 — Nave espacial soviética Soyuz 17 retorna à Terra.
- 1976 — O voo 3739 da Aeroflot, um Tupolev Tu-104, cai durante a decolagem do Aeroporto de Irkutsk, matando 24 pessoas.[5]
- 1982 — O voo 350 da Japan Air Lines cai perto do aeroporto de Haneda em uma tentativa de assassinato em massa e suicídio de pilotos, matando 24 das 174 pessoas a bordo.[6]
- 1986 — Cometa Halley aparece pela última vez no Sistema Solar interno.
- 1991 — Dissolução da União Soviética: mais de 93% dos eleitores votaram a favor da independência Lituânia da União Soviética.[7]
- 1993 — Programa Espacial Brasileiro: O SCD-1 é o segundo satélite brasileiro lançado ao espaço.
- 1996
  - Criação do elemento químico Copernício.
  - O Exército Republicano Irlandês Provisório declara o fim de seu cessar-fogo de 18 meses e explode uma grande bomba no Canary Wharf, em Londres, matando duas pessoas e ferindo mais de cem.[8]
- 2009 — O Google lança o Android 1.1
- 2016 — Dois trens de passageiros colidem na cidade alemã de Bad Aibling, no estado da Baviera. Doze pessoas morreram e outras 85 ficaram feridas.
- 2020 — O presidente salvadorenho Nayib Bukele acompanhado por 1 400 soldados do exército entram no prédio da Assembleia Legislativa, causando uma breve crise política.
- 2021
  - Encerramento das atividades da Blue Sky Studios, a produtora de filmes como A Era do Gelo e Rio, sendo que estes dois filmes (e outros do estúdio) foram dirigidos ou codirigidos pelo brasileiro (e lusófono) Carlos Saldanha.
  - Começa o segundo julgamento de impeachment de Donald Trump.
- 2022 — Concluída a transposição do rio São Francisco, com o objetivo de sanar a deficiência hídrica na região do semiárido, foi planejada a transferência de água para abastecimento de açudes e rios menores na região nordeste, para mais de 390 municípios.[9]

## Nascimentos

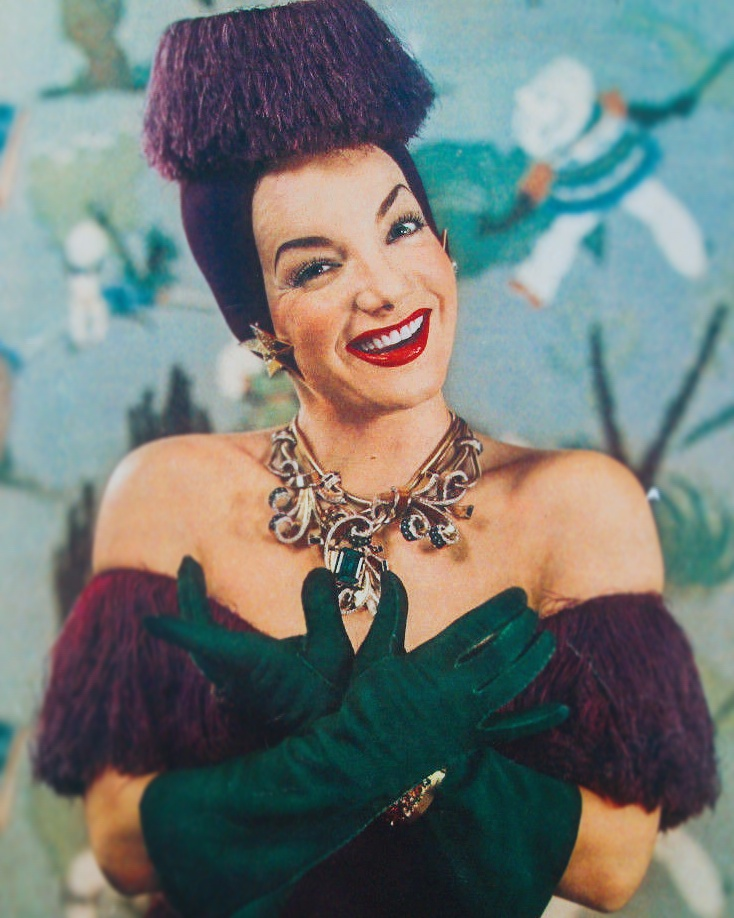
Carmen Miranda

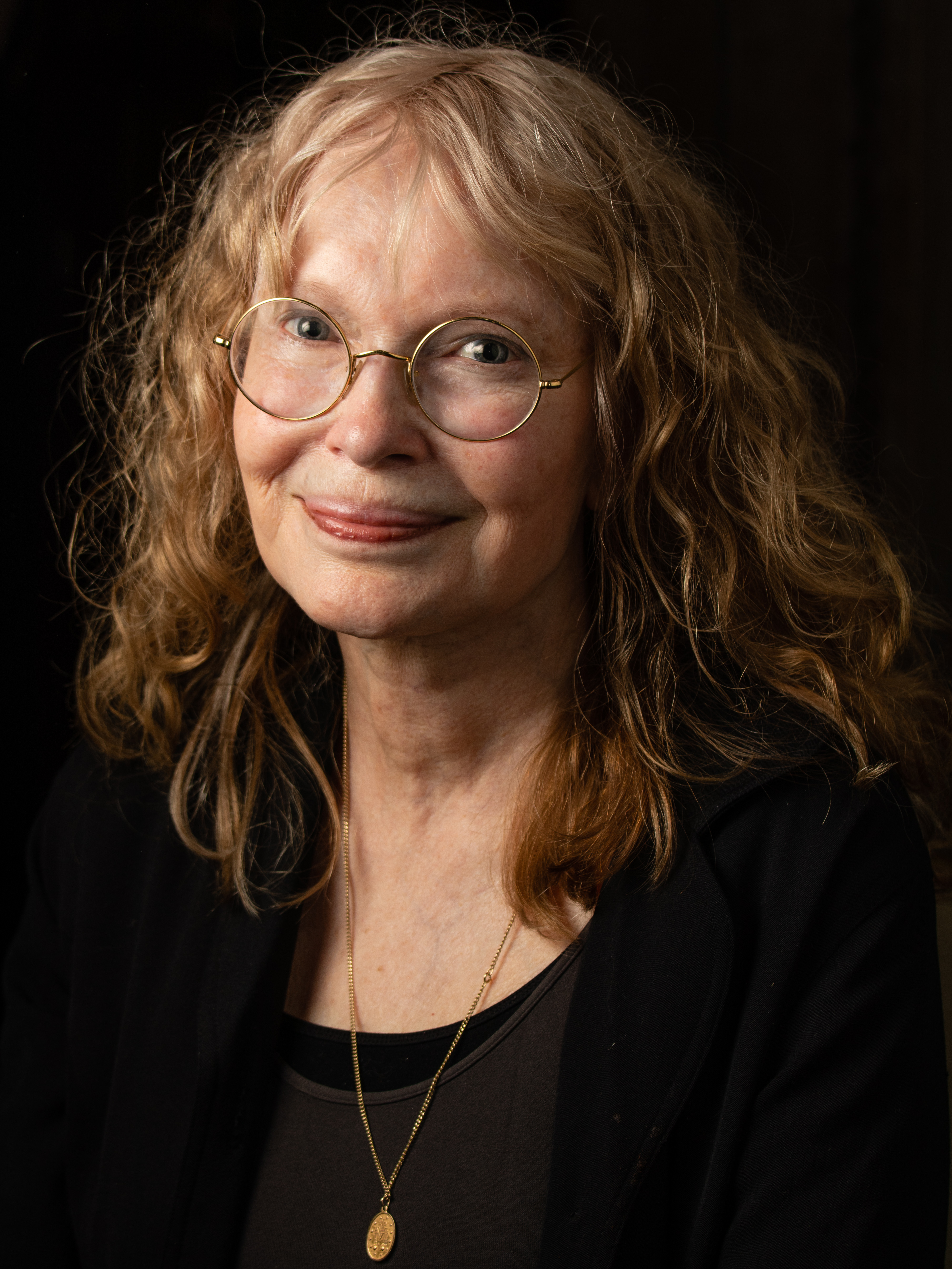
Mia Farrow

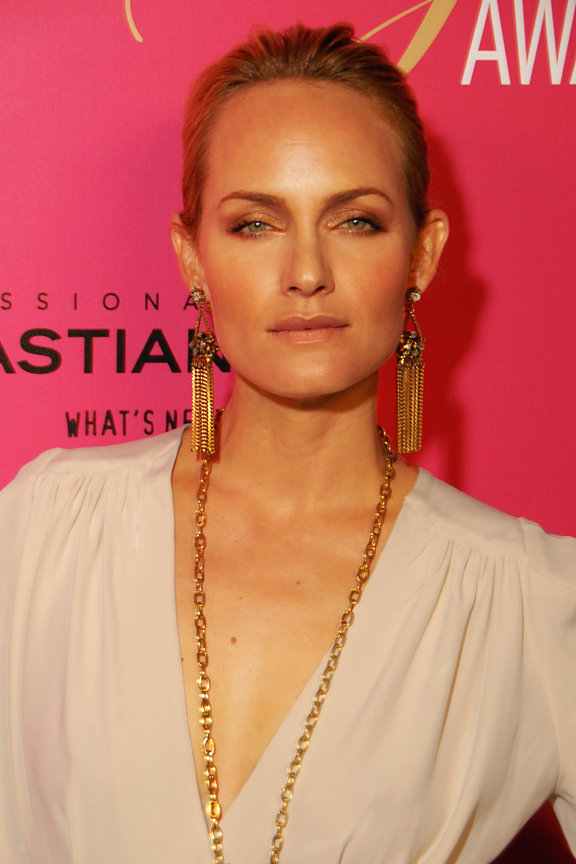
Amber Valletta

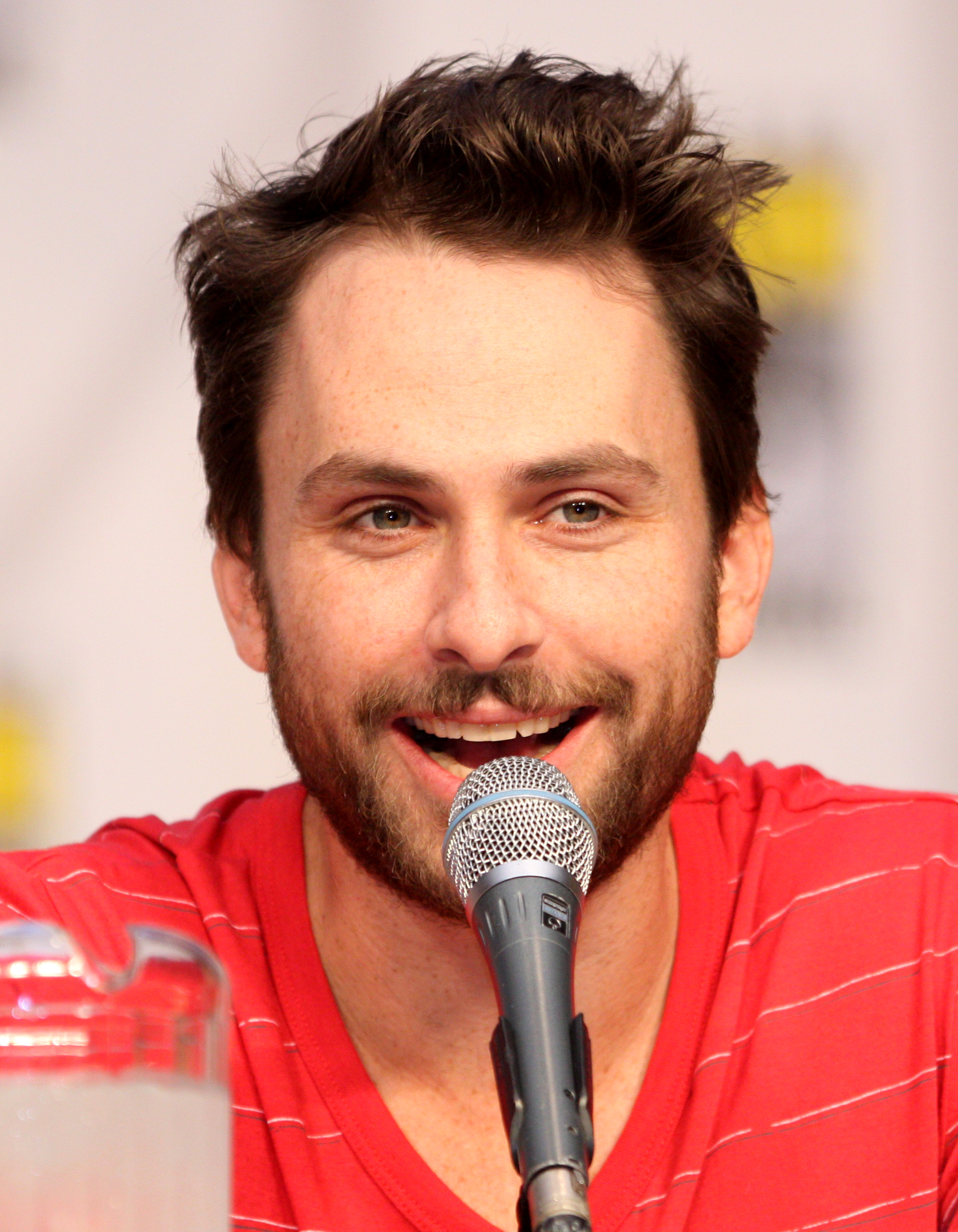
Charlie Day

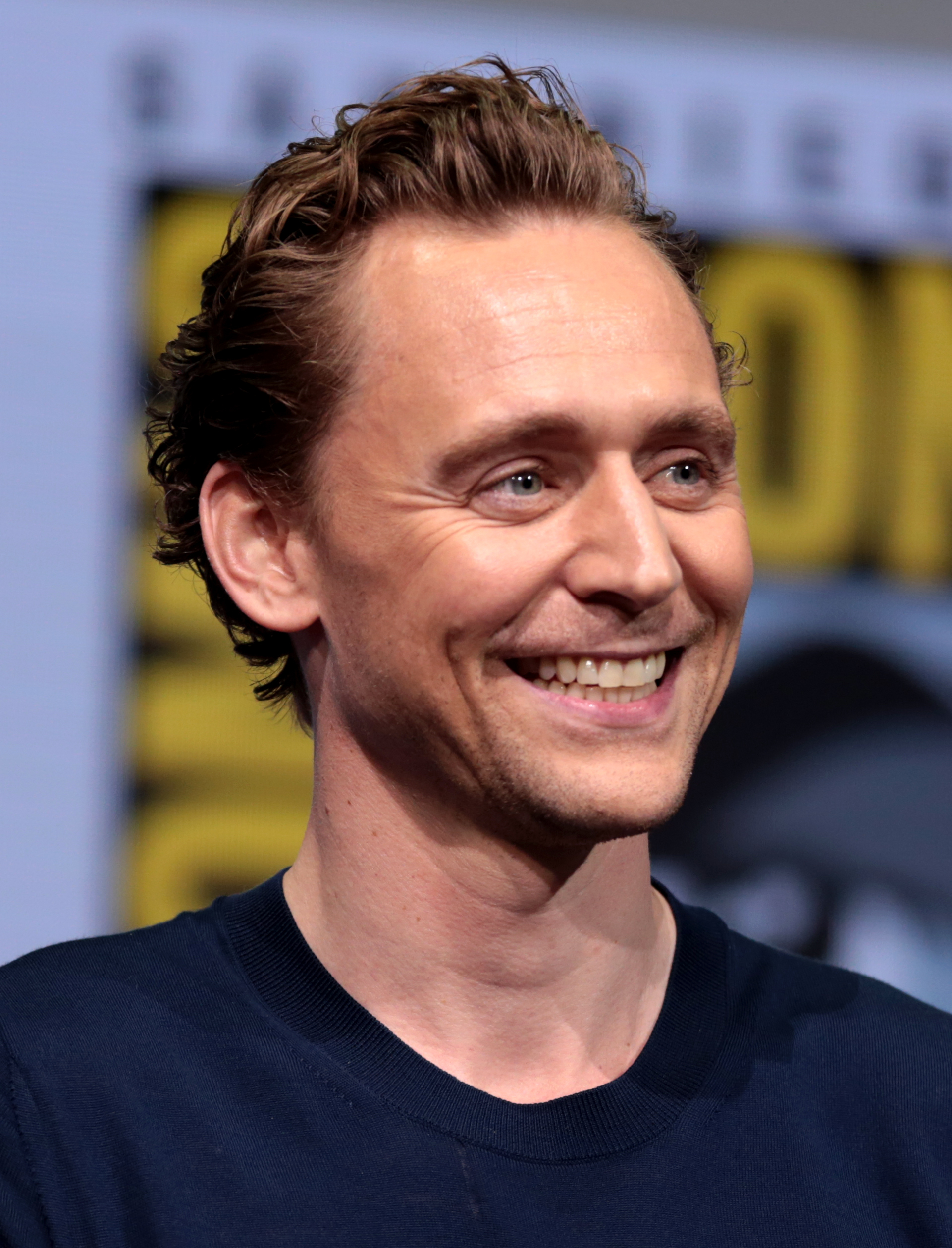
Tom Hiddleston

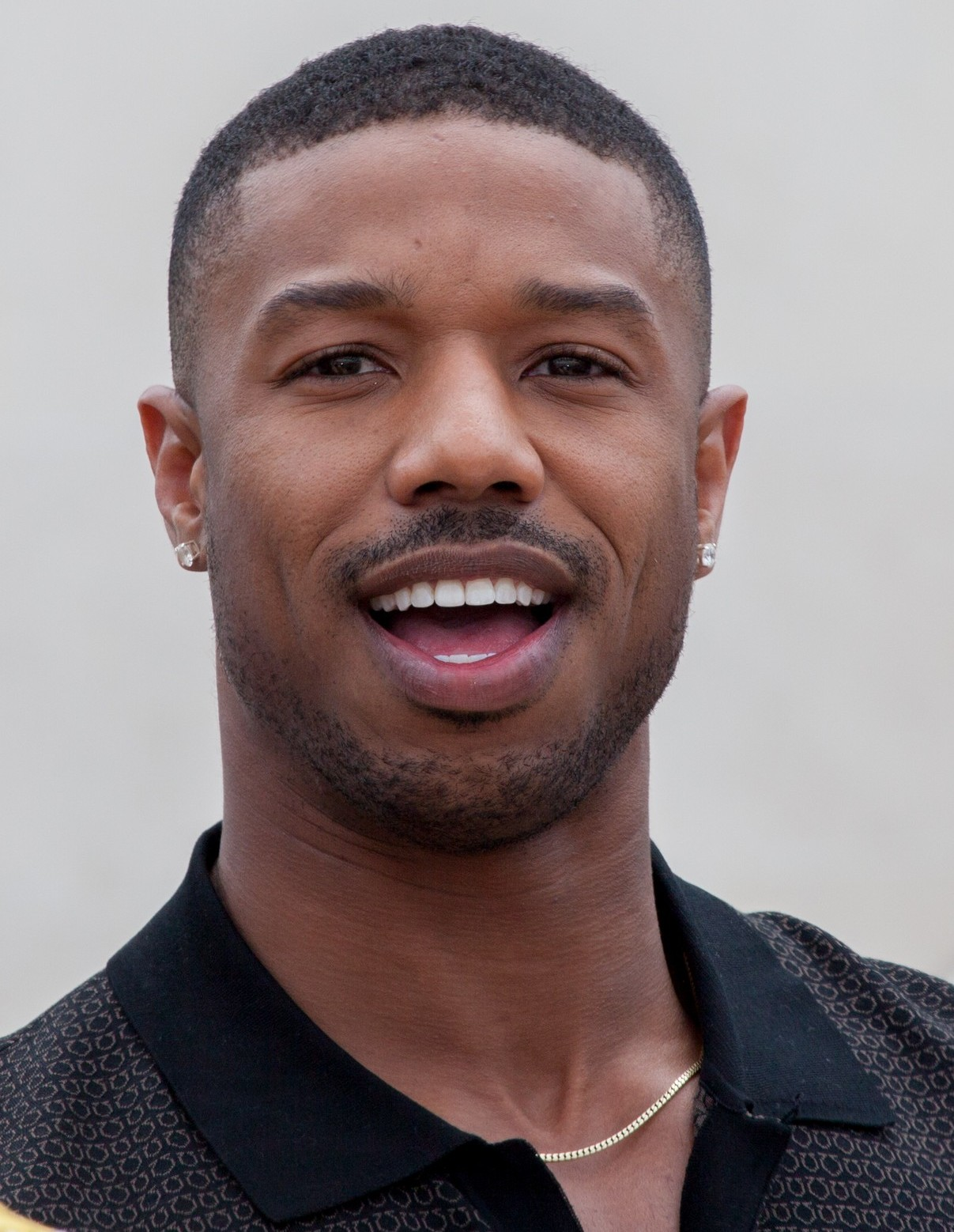
Michael B. Jordan

### Anteriores ao século XIX
- 1060 — Papa Honório II (m. 1130).
- 1275 — Luís de Tolosa, bispo francês (m. 1297).
- 1313 — Maria de Portugal, Rainha de Castela (m. 1357).
- 1320 — Catarina da Áustria, senhora de Coucy (m. 1349).
- 1323 — Margarida de Brabante, Condessa de Flandres (m. 1380).
- 1441 — Alicher Navoi, poeta, linguista e pintor turco (m. 1501).
- 1493 — Helena do Palatinado, duquesa de Mecklemburgo (m. 1524).
- 1737 — Thomas Paine, filósofo, escritor e ativista anglo-americano (m. 1809).
- 1757 — Mary Jemima Robinson, Baronesa Grantham (m. 1830).

- 1761 — Frances Finch, Condessa de Dartmouth (m. 1838).
- 1763 — Luís I, Grão-Duque de Baden, nobre alemão (m. 1830).
- 1769 — George W. Campbell, advogado e político anglo-americano (m. 1848).
- 1773 — William Henry Harrison, general e político norte-americano (m. 1841).
- 1775 — Farkas Bolyai, matemático e acadêmico húngaro (m. 1856).
- 1781 — Johann Baptist von Spix, biólogo e explorador alemão (m. 1826).
- 1783 — Vasily Zhukovsky, poeta e tradutor russo (m. 1852).
- 1789 — Franz Xaver Gabelsberger, engenheiro alemão (m. 1849).
- 1800 — Hyrum Smith, líder religioso americano (m. 1844).

### Século XIX
- 1814 — Samuel J. Tilden, advogado e político americano (m. 1886).
- 1815 — Federico de Madrazo y Kuntz, pintor espanhol (m. 1894).
- 1837 — Alfred Ainger, biógrafo e crítico britânico (m. 1904).
- 1846 — Wilhelm Maybach, engenheiro e empresário alemão (m. 1929).
- 1854 — Aletta Jacobs, médica e sufragista neerlandesa (m. 1929).
- 1856 — Hara Takashi, político japonês (m. 1921).
- 1863 — Anthony Hope, escritor e dramaturgo britânico (m. 1933).
- 1865 — Erich von Drygalski, geógrafo e geofísico alemão (m. 1949).
- 1867 — Natsume Soseki, escritor e poeta japonês (m. 1916).
- 1874 — Amy Lowell, poetisa, crítica e educadora norte-americana (m. 1925).
- 1876 — Martin Stixrud, patinador artístico norueguês (m. 1964).
- 1880 — Lipót Fejér, matemático e acadêmico húngaro (m. 1959).
- 1885 — Alban Berg, compositor e educador austríaco (m. 1935).
- 1890 — Carolina Nabuco, escritora brasileira (m. 1981).
- 1891 — Ronald Colman, ator anglo-americano (m. 1958).
- 1892 — Peggy Wood, atriz e cantora americana (m. 1978).
- 1893 — Geórgios Athanasiádis-Nóvas, advogado e político grego (m. 1987).
- 1896 — Alberto Vargas, pintor e ilustrador peruano-americano (m. 1982).
- 1898 — Helene Engelmann, patinadora artística austríaca (m. 1985).

### Século XX e XXI

#### 1901–1950
- 1902
  - Ivan Leonidov, arquiteto, urbanista e pintor russo (m. 1959).
  - Léon Mba, político gabonês (m. 1967).
- 1905 — David Burghley, atleta e político britânico (m. 1981).
- 1907
  - Victor Civita, jornalista e empresário brasileiro (m. 1990).
  - Harold Scott MacDonald Coxeter, matemático e acadêmico anglo-canadense (m. 2003).
- 1908 — Alexander Dinghas, matemático greco-alemão (m. 1974).
- 1909
  - Carmen Miranda, atriz, cantora e dançarina luso-brasileira (m. 1955).
  - Dean Rusk, coronel e político americano (m. 1994).
  - Harald Genzmer, compositor alemão (m. 2007).
- 1910 — Jacques Monod, bioquímico e geneticista francês (m. 1976).
- 1912
  - Apolônio de Carvalho, militar brasileiro (m. 2005).
  - Rudolf Vytlačil, futebolista e treinador de futebol austríaco (m. 1977).
- 1914
  - Bill Justice, desenhista norte-americano (m. 2011).
  - Ernest Tubb, cantor, compositor e guitarrista estadunidense (m. 1984).
- 1915 — Else Krüger, secretária alemã (m. 2005).
- 1918 — Ivo Radovniković, futebolista e treinador de futebol croata (m. 1977).
- 1920 — Alexei Konstantinovich Skvortsov, botânico e explorador russo (m. 2008).
- 1922 — Kathryn Grayson, atriz e soprano norte-americana (m. 2010).
- 1923
  - Brendan Behan, poeta e dramaturgo irlandês (m. 1964).
  - Marion Dougherty, diretora de elenco norte-americana (m. 2011).
  - André Gorz, filósofo e jornalista franco-austríaco (m. 2007).
- 1925
  - John B. Cobb, filósofo e teólogo americano (m. 2024).
  - Burkhard Heim, físico e acadêmico alemão (m. 2001).
- 1928
  - Frank Frazetta, pintor e ilustrador americano (m. 2010).
  - Rinus Michels, futebolista e treinador de futebol neerlandês (m. 2005).
- 1931
  - Thomas Bernhard, escritor, poeta e dramaturgo austríaco (m. 1989).
  - Josef Masopust, futebolista e treinador tcheco (m. 2015).
  - Robert Morris, escultor e pintor americano (m. 2018).
- 1932 — Gerhard Richter, pintor e fotógrafo alemão.
- 1935 — Marcos Azambuja, diplomata brasileiro (m. 2025).
- 1936 — Georg Maximilian Sterzinsky, religioso alemão (m. 2011).
- 1937
  - Tony Maggs, automobilista sul-africano (m. 2009).
  - Hiroshi Hirata, desenhista japonês (m. 2021).
- 1939 — Janet Suzman, atriz e diretora sul-africana-britânica.
- 1940
  - Brian Bennett, baterista e compositor britânico.
  - J. M. Coetzee, romancista, ensaísta e linguista sul-africano-australiano.
- 1942
  - Carole King, cantora, compositora e pianista norte-americana.
  - Manuel Castells, sociólogo espanhol.
  - Custódio Pinto, futebolista português (m. 2004).
- 1943
  - Joe Pesci, ator estadunidense.
  - Joseph Stiglitz, economista e acadêmico estadunidense.
- 1944
  - Alice Walker, romancista, contista e poetisa estadunidense.
  - Robertinho, cantor e compositor brasileiro.
- 1945
  - Mia Farrow, atriz, ativista e ex-modelo estadunidense.
  - Yoshinori Ohsumi, biólogo celular japonês.
  - Carol Wood, matemática e acadêmica americana.
  - Gérard Lenorman, cantor francês.
- 1946
  - Jim Webb, capitão e político americano.
  - Vince Papale, ex-jogador de futebol americano e comentarista esportivo estadunidense.
  - Fábio, cantor paraguaio-brasileiro.
- 1947
  - Carla Del Ponte, advogada e diplomata suíça.
  - Nicanor de Carvalho, futebolista e treinador de futebol brasileiro (m. 2018).
  - Major Harris, cantor americano (m. 2012).
- 1949
  - Judith Light, atriz americana.
  - Janusz Pyciak-Peciak, ex-pentatleta polonês.
- 1950 — Javier Mariscal, desenhista espanhol.

#### 1951–2000
- 1951
  - Mitsuru Adachi, desenhista japonês.
  - Robert Alban, ex-ciclista francês.
- 1952 — Danny White, ex-jogador de futebol americano e comentarista esportivo estadunidense.
- 1953 — Ciarán Hinds, ator irlandês.
- 1954
  - Chris Gardner, empresário e filantropo americano.
  - Ana Gomes, jurista, política e diplomata portuguesa.
  - Kevin Warwick, cientista da cibernética britânico.
  - Monique Lafond, atriz brasileira.
- 1955 — Antonios Aziz Mina, bispo católico egípcio.
- 1956 — Mônica Waldvogel, jornalista brasileira.
- 1957
  - Terry McAuliffe, empresário e político americano.
  - Ruy Ramos, ex-futebolista e treinador de futebol nipo-brasileiro.
- 1958
  - Sandy Lyle, jogador de golfe britânico.
  - Cyrille Regis, futebolista franco-guianense-britânico (m. 2018).
- 1959
  - Ali Bongo, político gabonês.
  - Cléo Hickman, ex-futebolista brasileiro.
  - Guy Ecker, ator brasileiro.
  - Filipe Nyusi, empresário e político moçambicano.
  - Joachim Kunz, ex-halterofilista alemão.
- 1960
  - David Simon, jornalista, escritor, roteirista e produtor de televisão americano.
  - Peggy Whitson, bioquímica e astronauta americana.
  - Evaldo Mocarzel, cineasta brasileiro.
  - Francis Gillot, ex-futebolista e treinador de futebol francês.
- 1961 — Pascal Chaumeil, diretor e roteirista francês (m. 2015).
- 1962
  - Diego Pérez, ex-tenista uruguaio.
  - Csaba Kesjár, automobilista húngaro (m. 1988).
- 1963
  - Brian Greene, físico estadunidense.
  - Travis Tritt, cantor, compositor, guitarrista e ator americano.
  - Daniel Bravo, ex-futebolista francês.
- 1964
  - Madusa, ex-lutadora e empresária ítalo-americana.
  - Ernesto Valverde, ex-futebolista e treinador de futebol espanhol.
  - Lars Grael, ex-velejador brasileiro.
- 1965
  - Dieter Baumann, ex-corredor alemão.
  - Julie Warner, atriz estadunidense.
- 1966
  - Harald Eia, comediante, ator e roteirista norueguês.
  - Ellen van Langen, ex-meio-fundista neerlandesa.
- 1967
  - Edson Cordeiro, cantor e compositor brasileiro.
  - Gaston Browne, político antiguano.
  - Rodrigo Sobral Cunha, filósofo português.
- 1968 — Alejandra Guzmán, cantora, compositora e atriz mexicana.
- 1969
  - José Vera, ex-futebolista venezuelano.
  - Pavel Tonkov, ex-ciclista russo.
- 1970 — Branko Strupar, ex-futebolista belga.
- 1971
  - Johan Mjällby, ex-futebolista e treinador de futebol sueco.
  - Zinaida Stahurskaya, ciclista bielorrussa (m. 2009).
- 1972
  - Darren Ferguson, ex-futebolista e treinador de futebol britânico.
  - Jason Winston George, ator norte-americano.
  - Álvaro Véliz, cantor e compositor chileno.
- 1973
  - Svetlana Boginskaya, ex-ginasta bielorrussa.
  - Colin Egglesfield, ator norte-americano.
  - Makoto Shinkai, animador, diretor e roteirista japonês.
- 1974
  - Amber Valletta, modelo norte-americana.
  - Jordi Cruijff, ex-futebolista, dirigente esportivo e treinador de futebol neerlandês.
- 1975
  - Kurt Asle Arvesen, ex-ciclista e treinador de ciclismo norueguês.
  - Vladimir Guerrero, jogador de beisebol dominicano-americano.
  - Micaela Góes, atriz brasileira.
- 1976
  - Charlie Day, ator, produtor e roteirista norte-americano.
  - Johnny Vegas Fernández, ex-futebolista peruano.
- 1977
  - Jang Hye-ock, ex-jogadora de badminton sul-coreana.
  - Jurgen van de Walle, ex-ciclista belga.
- 1978 — Airton Daré, automobilista brasileiro.
- 1979
  - Irina Slutskaya, ex-patinadora artística russa.
  - Ricardo David Páez, ex-futebolista venezuelano.
  - Zhang Ziyi, atriz chinesa.
  - Marco Caneira, ex-futebolista português.
  - Ânderson Polga, ex-futebolista brasileiro.
- 1980
  - Angelos Charisteas, ex-futebolista grego.
  - Margarita Levieva, atriz russo-americana.
  - Shelly Martinez, wrestler e modelo norte-americana.
- 1981
  - Tom Hiddleston, ator, produtor e intérprete musical britânico.
  - The Rev, músico norte-americano (m. 2009).
  - Kristian Pless, ex-tenista dinamarquês.
  - Jaroslav Pospíšil, tenista tcheco.
- 1982
  - Jameer Nelson, ex-jogador de basquete americano.
  - Du Wei, ex-futebolista chinês.
  - Ami Suzuki, cantora, compositora e atriz japonesa.
- 1983
  - Tânia Mara, cantora brasileira.
  - Dimitar Rangelov, ex-futebolista búlgaro.
- 1984
  - Andrey Yeshchenko, futebolista russo.
  - Han Geng, cantor e ator chinês.
- 1985
  - Ekaterina Korbut, enxadrista russa.
  - Leandro Grimi, ex-futebolista argentino.
  - Behrang Safari, ex-futebolista sueco-iraniano.
- 1986 — Ciprian Tătărușanu, ex-futebolista romeno.
- 1987
  - Michael B. Jordan, ator, diretor e produtor americano.
  - Lee Robert Martin, futebolista britânico.
  - Davide Lanzafame, ex-futebolista e treinador de futebol italiano.
  - Rose Leslie, atriz britânica.
  - Kristof Van Hout, ex-futebolista belga.
  - José Ángel Crespo, ex-futebolista espanhol.
  - James Ward, ex-tenista britânico.
  - Henry Cejudo, lutador norte-americnao de artes marciais mistas.
- 1988
  - Charles Kaboré, futebolista burquinense.
  - Lotte Friis, nadadora dinamarquesa.
- 1989
  - Gia Farrell, cantora norte-americana.
  - Ari-Pekka Liukkonen, nadador finlandês.
- 1990
  - Babi Rossi, modelo, apresentadora e repórter brasileira.
  - Nhlanhla Khuzwayo, ex-futebolista sul-africano.
  - Camille Winbush, atriz norte-americana.
  - Fyodor Smolov, futebolista russo.
- 1991 — Bérgson, futebolista brasileiro.
- 1992
  - Avan Jogia, ator canadense.
  - Takaaki Nakagami, motociclista japonês.
- 1993
  - Niclas Füllkrug, futebolista alemão.
  - Wataru Endo, futebolista japonês.
  - Júnior Alonso, futebolista paraguaio.
- 1994 — Matías Pérez Acuña, futebolista argentino.
- 1995
  - André Burakovsky, jogador de hóquei no gelo sueco.
  - Gabriel Constantino, velocista brasileiro.
  - Otávio Monteiro, futebolista brasileiro-português.
  - Mario Pašalić, futebolista croata.
  - Sheraldo Becker, futebolista surinamês.
  - Bruno Nazário, futebolista brasileiro.
- 1996
  - Kelli Berglund, atriz norte-americana.
  - Olivier Ntcham, futebolista camaronês.
  - Sebastián Driussi, futebolista argentino.
- 1997 — Gabriel Fuentes, futebolista colombiano.
- 1998
  - Julia Dalavia, atriz brasileira.
  - Cem Bölükbaşı, automobilista turco.
  - Mariana Nolasco, cantora, compositora e atriz brasileira.
  - Isabella Gomez, atriz colombiana.
  - Marina Kaye, cantora e compositora francesa.
- 1999
  - Saúl Coco, futebolista guinéu-equatoriano.
  - Hassan Al-Tambakti, futebolista saudita.
- 2000 — Filipe Cavalcante, ator e dublador brasileiro.

### Século XXI
- 2002 — Regan Smith, nadadora estadunidense.
- 2004 — Rubén Lezcano, futebolista paraguaio.
- 2005 — Christian Mansell, automobilista australiano.
- 2006 — Luis Guilherme, futebolista brasileiro.
- 2013 — Keivonn Woodard, ator estadunidense.

## Mortes

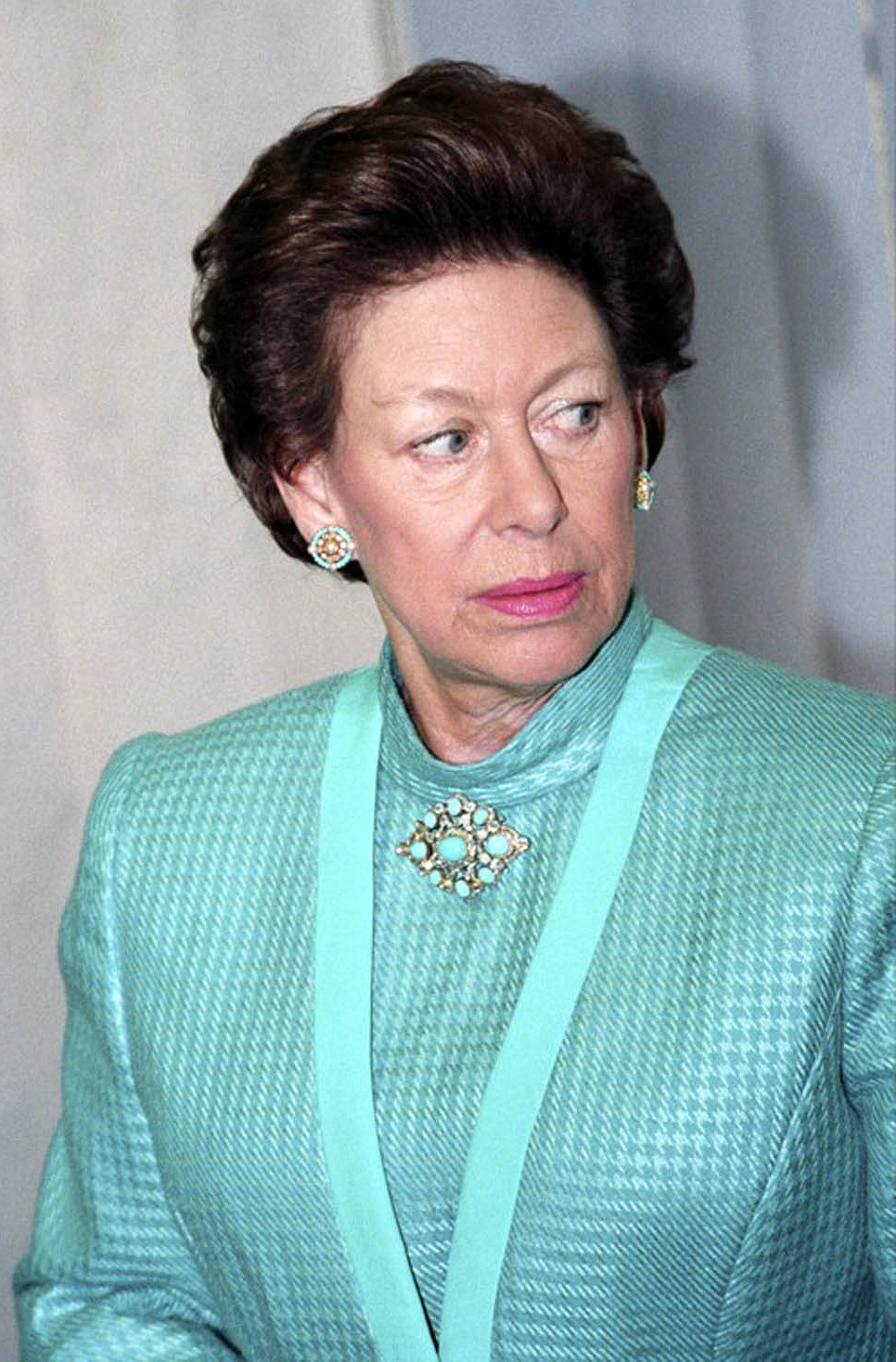
Princesa Margaret

### Anteriores ao século XIX
- 0967 — Ceife Adaulá, emir de Alepo (n. 916).
- 1011 — Bernardo I da Saxônia (n. 950).
- 1199 — Minamoto no Yoritomo, xogum japonês (n. 1147).
- 1450 — Agnès Sorel, amante do rei Carlos VII de França (n. 1421).
- 1555 — John Hooper, bispo e mártir inglês (n. 1495).
- 1588 — Álvaro de Bazán, almirante espanhol (n. 1526).
- 1670 — Frederico III da Dinamarca (n. 1609).
- 1675 — Gerrit Dou, pintor neerlandês (n. 1613).
- 1709 — Francisco Luís, Príncipe de Conti (n. 1664).
- 1738 — Beatriz Jerônima de Lorena, abadessa de Remiremont (n. 1662).
- 1782 — Giuseppe Luigi Assemani, teólogo, orientalista e erudito italiano (n. 1710).

### Século XIX
- 1857 — Dionýsios Solomós, poeta e tradutor grego (n. 1798).
- 1874
  - Jules Michelet, historiador, filósofo e acadêmico francês (n. 1798).
  - Condessa de Ségur, escritora franco-russa (n. 1799).
- 1881 — Fiódor Dostoiévski, romancista, contista, ensaísta e filósofo russo (n. 1821).
- 1891 — Johan Jongkind, pintor neerlandês (n. 1819).

### Século XX
- 1903 — Charles Gavan Duffy, político irlandês-australiano (n. 1816).
- 1906 — Paul Laurence Dunbar, escritor, poeta e dramaturgo americano (n. 1872).
- 1942 — Lauri Kristian Relander, político finlandês (n. 1883).
- 1946 — Júlio Prestes, político brasileiro (n. 1882).
- 1957 — Miklós Horthy, almirante e político húngaro (n. 1868).
- 1960
  - Aleksandr Benois, pintor e crítico russo (n. 1870).
  - Ernő Dohnányi, pianista, compositor e maestro húngaro (n. 1877).
- 1961 — Carlos Luz, jornalista, advogado e político brasileiro, 19.° presidente do Brasil (n. 1894).
- 1964 — Ary Barroso, radialista e compositor brasileiro (n. 1903).
- 1969 — Gabby Hayes, ator e cantor americano (n. 1885).
- 1976 — Percy Faith, compositor e maestro canadense (n. 1908).
- 1977 — Sergey Ilyushin, engenheiro e empresário russo (n. 1894).
- 1978 — Costante Girardengo, ciclista e treinador italiano (n. 1893).
- 1979 — Dennis Gabor, físico britânico (n. 1900).
- 1981 — Bill Haley, cantor, compositor e guitarrista estadunidense (n. 1925).
- 1983 — Blecaute, cantor e compositor brasileiro (n. 1919).
- 1984 — Iúri Andropov, advogado e político russo (n. 1914).
- 1989 — Osamu Tezuka, ilustrador, animador e produtor japonês (n. 1928).
- 1994 — Howard Martin Temin, geneticista e acadêmico estadunidense (n. 1934).
- 1995 — J. William Fulbright, advogado e político americano (n. 1905).
- 1997 — Mário Henrique Simonsen, político brasileiro (n. 1935).
- 2000 — Steve Furness, jogador de futebol americano estadunidense (n. 1950).

### Século XXI
- 2001 — Herbert Simon, cientista político, economista e acadêmico estadunidense (n. 1916).
- 2002 — Margarida, Condessa de Snowdon (n. 1930).
- 2003 — Vera Ralston, atriz tcheca (n. 1919).
- 2004 — Julio Baylón, futebolista peruano (n. 1950).
- 2005 — Robert Kearns, engenheiro e inventor estadunidense (n. 1927).
- 2007
  - Alexandre de Fisterra, escritor e editor espanhol (n. 1919).
  - Ian Richardson, ator britânico (n. 1934).
- 2008 — Guy Tchingoma, futebolista gabonense (n. 1986).
- 2010 — Alfred Gregory, alpinista, explorador e fotógrafo britânico (n. 1913).
- 2011 — Miltiadis Evert, advogado e político grego (n. 1939).
- 2013
  - Keiko Fukuda, lutadora e treinadora nipo-americana (n. 1913).
  - Domingos Paschoal Cegalla, gramático, escritor e tradutor brasileiro (n. 1920).
- 2014 — Gabriel Axel, ator, diretor e produtor dinamarquês (n. 1918).
- 2016 — Sushil Koirala, político nepalês (n. 1939).
- 2018
  - Reg E. Cathey, ator americano (n. 1958).
  - Jóhann Jóhannsson, compositor islandês (n. 1969).
  - John Gavin, ator americano (n. 1931).
- 2021 — Chick Corea, compositor americano (n. 1941).
- 2022 — Betty Davis, cantora e compositora estadunidense (n. 1944).

## Feriados e eventos cíclicos
- Dia do Frevo em Pernambuco
- Feriado municipal na cidade da Lapa, o Cerco da Lapa

### Cristianismo
- Anna Catarina Emmerich
- Apolônia de Alexandria
- Maron do Líbano

## Outros calendários
- No calendário romano era o 5º dia (V) antes dos idos de fevereiro.
- No calendário litúrgico tem a letra dominical E para o dia da semana.
- No calendário gregoriano a epacta do dia é xx.